# Acrolophus pygmaea
Acrolophus pygmaea är en fjärilsart som beskrevs av Walsingham 1887. Acrolophus pygmaea ingår i släktet Acrolophus och familjen Acrolophidae. Inga underarter finns listade i Catalogue of Life.